# Synthetisches Eis

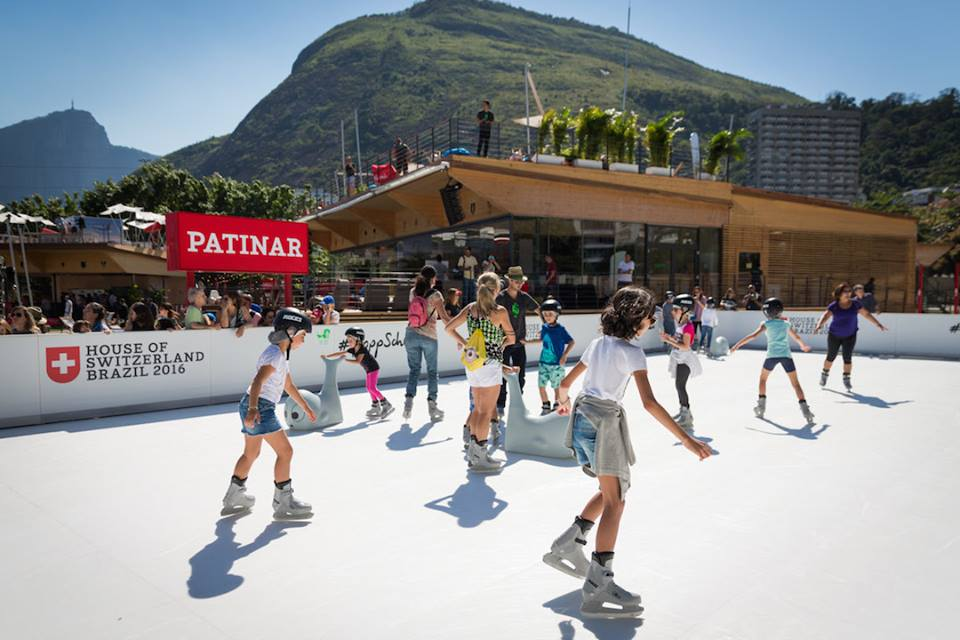
Synthetisches Eis bei den Olympischen Spielen 2016 in Rio de Janeiro

Synthetisches Eis sind Kunststoffplatten, die Natureis imitieren und ähnlich wie Parkett zu großen Flächen zusammengefügt werden.

## Funktionsweise
Synthetisches Eis besteht aus hochwertigen Kunststoffplatten, die eine glatte Oberfläche wie Eis imitieren. Sie kommen gewöhnlich in Maßen zwischen 1 und 4 m² und werden ähnlich wie Parkett zu größeren Flächeneinheiten verlegt.
Wie beim Schlittschuhlaufen auf Eis gleitet die Kufe auf einer flüssigen Gleitschicht, die entweder das Kunststoffmaterial selbst durch den Kufenkontakt freisetzt oder auf der Oberfläche regelmäßig aufgebracht wird. Je schärfer die Kufe, desto besser funktioniert dieses Prinzip.
Durch die Kanten werden beim Laufen kleinste Schnitte in das Material gesetzt, das aufgrund seiner im Vergleich zu herkömmlichem Eis höheren Dichte und Härte nicht bricht. Durch Bremsen (Querstellen der Kufen) wird wie auf normalen Eis ein Abrieb erzeugt, der wiederum die Schnittmuster einebnet. Somit wird durch häufigere Benutzung die Fläche glatter statt rauer. Der Abrieb ist so minimal, dass die durchschnittliche Lebensdauer einer synthetischen Eisbahn je nach Nutzungsart und Härtegrad der Kunststoffplatten zwischen vier und zwölf Jahren liegt.
Die Wartung erfolgt durch die Reinigung der Fläche vom Abrieb.

## Herkunft und Geschichte
Bereits seit den 60er Jahren experimentierten verschiedene Hersteller in den USA mit synthetischen Eisprodukten. Die Platten bestanden aus Holz und wurden mit einer Kunststofflegierung beschichtet. Zusätzlich wurden auf die Platten in regelmäßigen Abständen Silikonlösungen als Gleitmittel aufgetragen. Die ersten Produkte waren in ihrer Gleitfähigkeit eingeschränkt und bei längerer Nutzung schnitten die Kufen bis auf das Holz oder die Gleitflüssigkeit trocknete aus, was zu einem Stocken der Kufe führte. Zusätzlich verursachten die Verbindungen zwischen den Platten kleine Stoßkanten, die ein normales Eislaufen erschwerten. Bei einigen Produkten benötigte man zudem einen speziellen Schliff. Dies führte dazu, dass sich synthetisches Eis beim allgemeinen Eislaufpublikum nicht durchsetzte und viele Anlagen wieder schließen mussten.
Trotz dieser Schwächen konnten sich die Hersteller kommerziell behaupten. Eissporttrainer vor allem aus dem Herkunftsland USA erkannten das Potential einer günstigen und ganzjährig verfügbaren Trainingsfläche und setzten diese im Technik- und Konditionstraining ein. Durch den höheren Gleitwiderstand erfuhren die Athleten einen schnelleren Kraft- und Ausdaueraufbau, den sie in Geschwindigkeit auf echtem Eis umsetzen konnten.
Die geringe Ähnlichkeit mit echtem Eis wurde durch mehr Eiszeit kompensiert.
Ende der 90er Jahre führten neueste Materiallegierungen zu einem Innovationssprung in der Industrie. Platten wurden komplett aus hochwertigen Kunststoffen gefertigt, die dem Natureis sehr nahekommen und mit herkömmlichen Schlittschuhen befahrbar sind. Einige Materialien kommen mittlerweile ohne extern aufgetragene Gleitlösungen aus. Durch Einsatz computergesteuerter Fräsmaschinen konnten die Stoßkanten minimiert werden.
Ein neuer Boom setzte ein und durch die witterungsunabhängige Nutzbarkeit wurden vor allem in den warmen Regionen wie Südafrika und Südamerika die Flächen schnell beliebt.
In den USA verzichten immer mehr Trainer und Hallenbetreiber, die aus historischen Gründen bereits mit synthetischem Eis vertraut waren, komplett auf Kunsteisbahnen und errichten ganze Trainingsstätten mit synthetischem Eis. Die Eigenschaften von Eis werden mittlerweile so gut imitiert, dass sogar NHL-Profitorhüter ihre Saisonvorbereitung auf synthetischem Eis durchführen.

## Anwendungen

### Eissport
Synthetische Eisflächen sind nicht zum Spiel- oder Wettkampfbetrieb zugelassen. Deshalb findet man nur sehr selten ganze Eisflächen mit den IIHF-Maßen 30 m × 60 m. Im Trainingsbereich werden kleinere Flächen genutzt, die den Anforderungen für bestimmte Formen des Techniktrainings auch geeignet sind:
Anwendung Eishockey/Eiskunstlauf:
- Torhütertraining
- Lauftechnik
- Stocktechnik
- Passtechnik
- Schusstechnik
- Koordination
- Sprünge
- Pirouetten
- Hebefiguren
- Testaufbauten

Einige Hallenbetreiber bieten auch Kleinspielfelder (30 m × 15 m) an, die an Hobbyteams oder hauptberufliche Trainer vermietet oder verpachtet werden. Für den Eisstocksport werden kleinere Bahnen in den Wettkampfmaßen 3 m × 30 m mit aufgezeichnetem Haus angeboten. Eine Bespielung ist mit Sommer- und Winterbelägen möglich.

### Beispiele
- Größte synthetische Eisbahn der Welt in Baku, Aserbaidschan[1]
- Olympische Sommerspiele Brasilien 2016, House of Switzerland Pavillon[2]
- Grand Hotel Heiligendamm, Deutschland[3]
- Detroit Zoo, Michigan[4]
- New Town Eco Park, Kolkata, Indien[5]
- Ark Encounter, Kentucky, USA[6]

### Kommerzielle Nutzung
Auf Grund der geringeren Betriebskosten und leichten Installation ohne die Infrastruktur einer Kühlmaschine werden auch einige öffentliche Eislaufplätze in Einkaufszentren und Freistadien durch synthetisches Eis ersetzt oder beim Bau in Erwägung gezogen. Synthetische Eisbahnen können auch in der Größe und Form flexibler eingesetzt werden und benötigen bei weitem nicht die Flächenmaße einer herkömmlichen Anlage.

## Kritik wegen Entstehung von Mikroplastik
Der WWF weist darauf hin, dass die Kufen von Schlittschuhen beim Befahren von Kunststoffeisbahnen Plastikabrieb erzeugen, welcher als sogenanntes Mikroplastik in die Umwelt (Böden, Luft, Wasser) gelangt und dort größeren Schaden für die Natur anrichtet.  